# Secolul al XV-lea

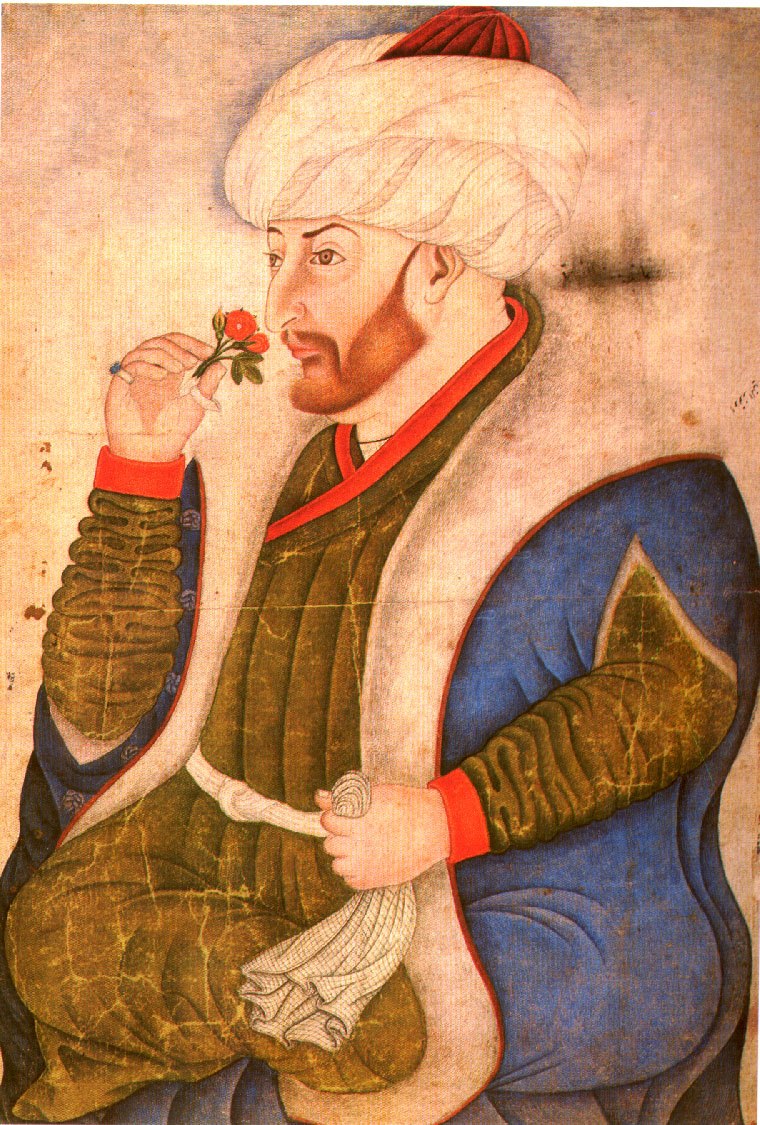
Mehmed II-personalitatea secolului

## Evenimente
Este un secol între Epoca modernă și Renaștere.

### Americile
- Civilizația aztecă în Mexic
- Civilizația inca în Peru
- 1438-Începutul expasiunii militare incașe
- 1441-Răscoala triburilor maiașe conduse de Xiu
- 1470-Incașii cuceresc Imperiul Moche
- 1492-Columb debarcă în America

### Europa
- Renașterea afectează filosofia, arta, științele
- Marea Schismă a Bisericii Catolice se sfârșește în 1417
- Sfârșitul Războiului de o Sută de Ani
- Sfârșitul Imperiului Bizantin (1453)
- Războiul celor Două Roze (1455-1485)
- Căderea Constantinopolului (1453)
- Sfârșitul Reconquistei spaniole 1492
- Inchiziția spaniolă
- Vlad Țepeș, primul domn al Țării Românești care își stabilește scaunul la "cetatea București" - fapt atestat printr-un document emis la 20 septembrie 1459.

### Sfântul Imperiu Roman - Ascensiunea Habsburgilor
- 1410-Alegerea regelui Sigismund ca rege al Germaniei
- 1439-1457:Domnia lui Laszlo V
- 1477-Olanda este preluată de hasburgi
- 1493:Alegerea lui Maximilian I

### Elveția
- 1476-Bătălia de la Grandson și Morat
- 1477-Bătălia de la Nancy

### Franța
- 1415 - Bătălia de la Azincourt
- 1420 - Tratatul de la Troyes
- 1428 - Asediul Orléans-ului
- 1429 - Despresurarea orașului Orléans de către Ioana d'Arc
- 1435 - Tratatul de la Arras
- 1453 - Bătălia de la Castillon

### Burgundia și Țările de Jos
- 1407-Asasinarea lui Ludovic de Orleans
- 1419-Asasinarea lui Ioan Neînfricatul
- 1435-Tratatul de la Arras
- 1467-Carol Temerarul urcă pe tron
- 1456-Bătălia de la Grandson și Morat
- 1477-Bătălia de la Nancy

### Anglia
- 1455-Începutul Războaielor Rozelor
- 1461-Eduard IV obține tronul
- 1471-Execuția lui Henric V
- 1485-Bătălia de la Bosworth
- Începe domnia lui Henric VII

### Italia
- 1409-Schisma Apuseană
- 1417-Conciliul de la Constanța
- 1431-1449:Conciliul de la Bassel
- 1433-Gianfrancesco Gonzaga devine margraf de Mantova
- 1434-1464:Cosimo de Medici cel Bătrân conduce Republica Florența
- 1447-Înființarea bibliotecii Vaticanului
- 1450-Începutul stăpânirii familiei Sforza de Milano
- 1452-Dinastia d'Este conduce Ferrara și Reggio
- 1452-1471:Borso d'Este devine duce de Modena și Ferrara
- 1489-Veneția cucerește Ciprul
- 1500:Dinastia de Medici conduce Florența

### Imperiul Bizantin și Imperiul Otoman
- 1402-Otomanii sunt învinși de Timur Lenk în Bătălia de la Ankara
- 1449-Constantin XI devine împărat al Bizantului
- 1451-1481-Domnia lui Mehmet II
- 1453-Otomanii cuceresc Dardanelele
  - Căderea Constantinopolului
  - Ultimul împărat bizantin, Constantin al XI-lea, este ucis
- 1492-Expulzarea ultimului sultan Boabdil

### Spania și Portugalia
- 1415-Cucerirea unor teritorii din nordul Africii
- 1469-Unificarea Spaniei
- 1480-Înființarea primei curți a Închiziției în Sevilla
- 1492-Sfârșitul Reconquistei în Spania
- 1487-Navigarea în jurul Capului Bunei Speranțe
- 1492-Expulzarea evreilor din Peninsula Iberică
- 1494-Tratatul de la Tordesillas
- 1498-Descoperirea rutei maritime spre India

### Europa de Est
- 1410-Bătălia de la Grunwald
- 1411-Primul tratat de la Torun
- 1415-Execuția lui Jan Hus
- 1437-Sigismund este recunoscut ca rege al Boemiei
- 1456-Iancu de Hunedoara pune capăt asediului Belgradului
- 1457-Moare Laszlo V
- 1458-Otomanii cuceresc Atena
- 1459-Otomanii anexează Serbia
- 1463-Otomanii cuceresc Bosnia
- 1466-Al doilea tratat de la Torun
- 1468-Albania cade în mâinile otomanilor
- 1476-Uciderea lui Vlad Tepes
- 1478-Rusia cucerește Novogrodul
- 1483-Otomanii cuceresc Herțegovina
- 1490-Vladislav II moștenește Ungaria

### Extremul Orient: Imperiul Mongol, India, China
- 1402-Timur Lenk II învinge pe turci
- 1402-Împăratul Chengzu urcă pe tron
- 1421-Extinderea Marelui Zid Chinezesc
- 1405-Timur Lenk moare
- 1409-1449:Domnia lui Ulug Beg
- 1428-1441- Shogunatul Ashikaga Yoshinori
- 1467-1477-Războiul de la Onin
- 1431-Aytthaya distruge Imperiul Khmer
- 1414-Dinastia Said în India
- 1451-Dinastia Lodi în India
- 1469-Abu Said este ucis de triburile turcice

### Africa
- Întemeierea Imperiului Monomotapa
- 1476-Djenne este cucerit
- 1482-Creștinarea Regatului Congo
- 1493-Dinastia Askia din Africa Superioară

## Oameni importanți
- Ioana d'Arc (Domrémy, 1412 - Rouen, 1431), eroină franceză.
- Richard III, ultimul rege englez al Casei de York
- Henric VII, rege englez, fondator al dinastiei Tudor
- Mehmed al II-lea Fatih, sultan al Imperiului Otoman, cuceritor al orașului Constantinopol
- Matei Corvin
- Stefan Cel Mare - Domn al Moldovei
- Abu Sa'id al-Afif , un samaritean medic.
- Afonso de Albuquerque -  portughez nobil, ofițer naval general
- George Kastrioti , Skenderbeg -Prinț albanez
- Ferdinand al II-lea de Aragon , co-conducător de Spania , cu Isabella I de Castilia
- Constantin XI , ultimul împărat bizantin și împăratul roman
- Henry Navigatorul- Duce de Viseu
- Henry V al Angliei , regele englez
- Sir John Everett Millais
- Edward V al Angliei  și fratele său, Richard de Shrewsbury, primul Duce de York , doi fii ai lui Edward IV al Angliei și Woodville Elizabeth .
- Iancu de Hunedoara , Regent al Regatului Ungariei
- Jan Hus , gânditor reformator religios
- Isabella I de Castilia, co-conducător al Spaniei, cu Ferdinand al II-lea de Aragon
- Ivan al III din Rusia, Marele Duce de Moscova
- Kazimierz IV Jagiellon rege al Poloniei și Marele Duce de Lituania
- Ludovic XI, rege al Franței
- Guru Nanak, fondatorul religiei Sikh
- Sejong, un monarh coreean
- Mir Chakar Khan-un, rege Baloch
- Vlad III Țepeș, domnul Țării Românești
- Bartolomé Bermejo, pictor spaniol
- Hieronymus Bosch, pictor olandez
- Sandro Botticelli, pictor italian
- Filippo Brunelleschi , arhitect italian
- Robert Campin, Maestrul de Flémalle
- Petrus Christus, pictor olandez.
- Gerard David, pictor olandez
- Albrecht Dürer, pictor german ,grafician și teoretician de la Nürnberg
- Barthélemy d'Eyck, un artist olandez
- Dionisie, pictor rus
- Hubert van Eyck, pictor  flamand
- Jan van Eyck, pictor olandez
- Juan de Flandes,  pictor olandez
- Jean Fouquet pictor, Francez
- Piero della Francesca,  pictor italian
- Nicolas Froment, pictor francez
- Lorenzo Ghiberti, a fost un  artist italian
- Hugo van der Goes, pictor olandez
- Jean Hey artistul cunoscut anterior ca Maestru de Moulins, pictor olandez.
- Hans Holbein cel Bătrân, pictor german
- Frații Limburg, pictori olandezi
- Simon Marmion, pictor  francez, sau burgund
- Masaccio, pictor italian.
- Hans Memling, pictor olandez
- Andrei Rubliov, pictor  rus.
- Enguerrand Quarton, pictor francez.
- Leonardo da Vinci, om de știință, matematician, inginer, inventator, anatomist, pictor, sculptor, arhitect, botanist, muzician și scriitor.
- Rogier van der Weyden, considerat unul dintre cei mai mari exponenți ai picturii olandeze
- Leon Battista Alberti a fost un autor italian, artist, arhitect, poet, lingvist, filosof, criptograf, și general
- Joseph Albo a fost un evreu filozof și  rabin care a trăit în Spania
- Marsilio Ficino, traducător semnificativ a lui Platon
- John Lydgate, a fost un călugăr și poet
- Sir Thomas Malory, a fost un scriitor englez, autorul sau compilatorul din Le Morte d'Arthur.
- Pal Engjëlli, a fost un albanez catolic cleric, Arhiepiscopul de Durres și Cardinalul de Albania
- Contele Giovanni Pico della Mirandola, italian renascentist filozof.
- Afanasy Nikitin, negustor, călător și scriitor.
- Thomas Occleve, poet englez.
- Reginald Pecock, a fost un prelat englez și scriitor.
- Christine de Pizan, scriitor francez
- François Villon, poet francez .
- Adrien Bazinul, Franco-flamand compozitor, cântăreț, și diplomat al școlii burgunde de la începutul Renașterii .
- Gilles Binchois, Franco-flamand compozitor, unul dintre primii membrii ai Școlii burgunde .
- Antoine Busnois, compozitor  francez și poet de la începutul Renașterii
- Guillaume Dufay,  Franco-flamand compozitor și teoretician muzical .
- John Dunstaple,  compozitor de polifonic muzical în limba engleză .
- Hayne van Ghizeghem, flamand compozitor de la începutul Renașterii
- Nicolas Grenon, compozitor  francez de la începutul Renașterii .
- Robert Morton, compozitor de la începutul Renașterii .
- Johannes Ockeghem, compozitor flamand.
- Leonel Putere, compozitor în limba engleză
- Johannes Tapissier, compozitor și profesor francez de la sfârșitul Evului Mediu.
- Jacobus Vide, Franco-flamand compozitor al perioadei de tranziție între medieval și începutul perioadei renascentiste.
- Josquin des Prez, Franco-flamand compozitor a Renașterii.
- Johann Schiltberger, Călător în  Orientul Mijlociu și Asia Centrală.
- Diogo de Azambuja, explorator portughez al Africii.
- John Cabot, explorator italian al Angliei. A descoperit Terra Nova, și a solicitat-o pentru Regatul Angliei.
- Pedro Alvares Cabral, navigator portughez și explorator.
- Pero Vaz de Caminha, explorator portughez.
- Niccolò Da Conti, venețian negustor și explorator, născut în Chioggia, care a călătorit în India și Asia de Sud-Est.
- Bartolomeo Dias, Explorer Portughez-a ajuns la Capul Bunei Sperante.
- Zheng He, eunucul amiral chinez si explorator
- João Fernandes Lavrador. Unul din primii europeni care ajunge în  Newfoundland și Labrador.
- João da Nova explorator al Atlanticului și Oceanului Indian.
- Amerigo Vespucci, explorator italian pentru Spania. El a explorat coasta de est a Americii de Sud.
- Cristofor Columb (Genova, 1451 - Valladolid, 1506), navigator spaniol.
- Vasco da Gama, explorator portughez
- Georg von Peuerbach, a fost un german / austriac astronom și matematician.
- Gutenberg, inventator al imprimeriei moderne

## Invenții, descoperiri
| Perioada    | Invenție                                    | Inventatorul                 | Țara            |
| ----------- | ------------------------------------------- | ---------------------------- | --------------- |
|             | podul cu suspensie din lanțuri              |                              | China           |
|             | archebuza, pușca                            |                              | Europa          |
| 1400 - 1429 | mecanism pentru calculat pozițiile aștrilor | Jamshīd al-Kāshī             | Arabia          |
| 1405 - 1433 | nava de război                              | Zheng He                     | China           |
| 1441        | pluviometrul                                | Jang Yeong-sil               | China           |
| 1450        | tiparul cu caractere mobile                 | Johannes Gutenberg           | Germania        |
| 1451        | lentila concavă pentru ochelari             | Nicolaus Cusanus             | Germania        |
| 1453        | tunul de mare calibru                       |                              | Imperiul Otoman |
| 1490 - 1492 | globul pământesc                            | Martin Behaim                | Germania        |
| 1498        | peria de dinți                              | perioada împăratului Hongzhi | China           |

## Decenii și ani
| Anii 1390 | 1390 | 1391 | 1392 | 1393 | 1394 | 1395 | 1396 | 1397 | 1398 | 1399 |
| Anii 1400 | 1400 | 1401 | 1402 | 1403 | 1404 | 1405 | 1406 | 1407 | 1408 | 1409 |
| Anii 1410 | 1410 | 1411 | 1412 | 1413 | 1414 | 1415 | 1416 | 1417 | 1418 | 1419 |
| Anii 1420 | 1420 | 1421 | 1422 | 1423 | 1424 | 1425 | 1426 | 1427 | 1428 | 1429 |
| Anii 1430 | 1430 | 1431 | 1432 | 1433 | 1434 | 1435 | 1436 | 1437 | 1438 | 1439 |
| Anii 1440 | 1440 | 1441 | 1442 | 1443 | 1444 | 1445 | 1446 | 1447 | 1448 | 1449 |
| Anii 1450 | 1450 | 1451 | 1452 | 1453 | 1454 | 1455 | 1456 | 1457 | 1458 | 1459 |
| Anii 1460 | 1460 | 1461 | 1462 | 1463 | 1464 | 1465 | 1466 | 1467 | 1468 | 1469 |
| Anii 1470 | 1470 | 1471 | 1472 | 1473 | 1474 | 1475 | 1476 | 1477 | 1478 | 1479 |
| Anii 1480 | 1480 | 1481 | 1482 | 1483 | 1484 | 1485 | 1486 | 1487 | 1488 | 1489 |
| Anii 1490 | 1490 | 1491 | 1492 | 1493 | 1494 | 1495 | 1496 | 1497 | 1498 | 1499 |
| Anii 1500 | 1500 | 1501 | 1502 | 1503 | 1504 | 1505 | 1506 | 1507 | 1508 | 1509 |